# 阿古顿巴
阿古顿巴（藏語：ཨ་ཁུ་སྟོན་པ་）是西藏民俗传说中的一个虚构人物，他在贵族口中是一个骗子，不过对民众、僧侣等人而言却是一个热心肠的人，而且有很多人崇拜他，认为他是菩萨派来教导人民的。

## 简介
阿克顿巴是藏族文化中一个虚构人物。有关于他发生的故事基本都传达了藏族传统价值观，并且这些故事都很诙谐有趣。，最初这些故事基本都是人们口头相传的，后来才被人们记录下来。
这些故事出现的时间段不详，不过基本都在新中國解放西藏前。
在其中一个故事中，阿古顿巴带领村民寻找自己丢失的珠宝，结果却因此开发了一片荒地。
据西宁青海教育学院地53名藏族学生的调查显示，所有学生都听过阿库顿巴的故事，33名学生听过阿凡提的故事” 

## 相关文艺作品
- 2017年，導演吕景辉根据该作制作了長篇定格動畫《阿古顿巴的故事》。[4][5]